# Larroque, Haute-Garonne
Larroque är en kommun i departementet Haute-Garonne i regionen Occitanien i södra Frankrike. Kommunen ligger i kantonen Boulogne-sur-Gesse som tillhör arrondissementet Saint-Gaudens. År 2022 hade Larroque 292 invånare.

## Befolkningsutveckling
Antalet invånare i kommunen Larroque
Referens:INSEE